# Gmina Poronin
Die Gmina Poronin ist eine Landgemeinde im Powiat Tatrzański der Woiwodschaft Kleinpolen in Polen. Ihr Sitz ist das gleichnamige Dorf mit etwa 3500 Einwohnern.

## Gliederung
Zur Landgemeinde (gmina wiejska) Poronin gehören folgende acht Dörfer mit einem Schulzenamt:
Bustryk
Małe Ciche
Murzasichle
Nowe Bystre
Poronin
Suche
Stasikówka
Ząb
Ząb auf 1013 Metern Höhe ist das höchstgelegene Dorf Polens.

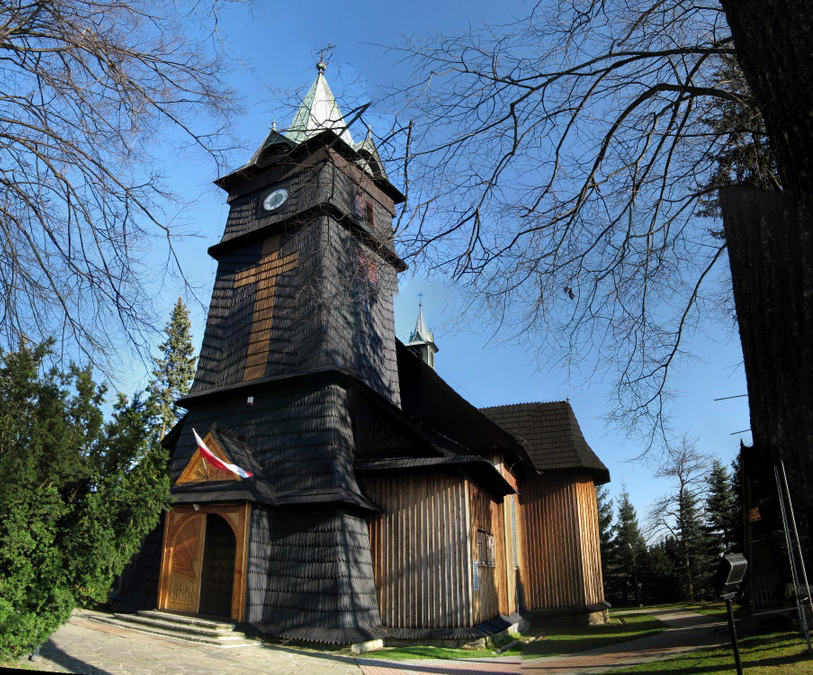
Hölzerne Kapelle im Ortsteil Ząb

## Kultur und Tourismus
Zu den Sehenswürdigkeiten gehört die Holzkirche Świętej Anny in Ząb mit regionalem Dekor. Die Dörfer sind ganzjährig beliebte Urlaubsorte. Der Biały Dunajec war früher für die Holzflößerei bedeutsam, heute werden dort für Touristen Floßfahrten veranstaltet.